# 青岛市北区实验小学

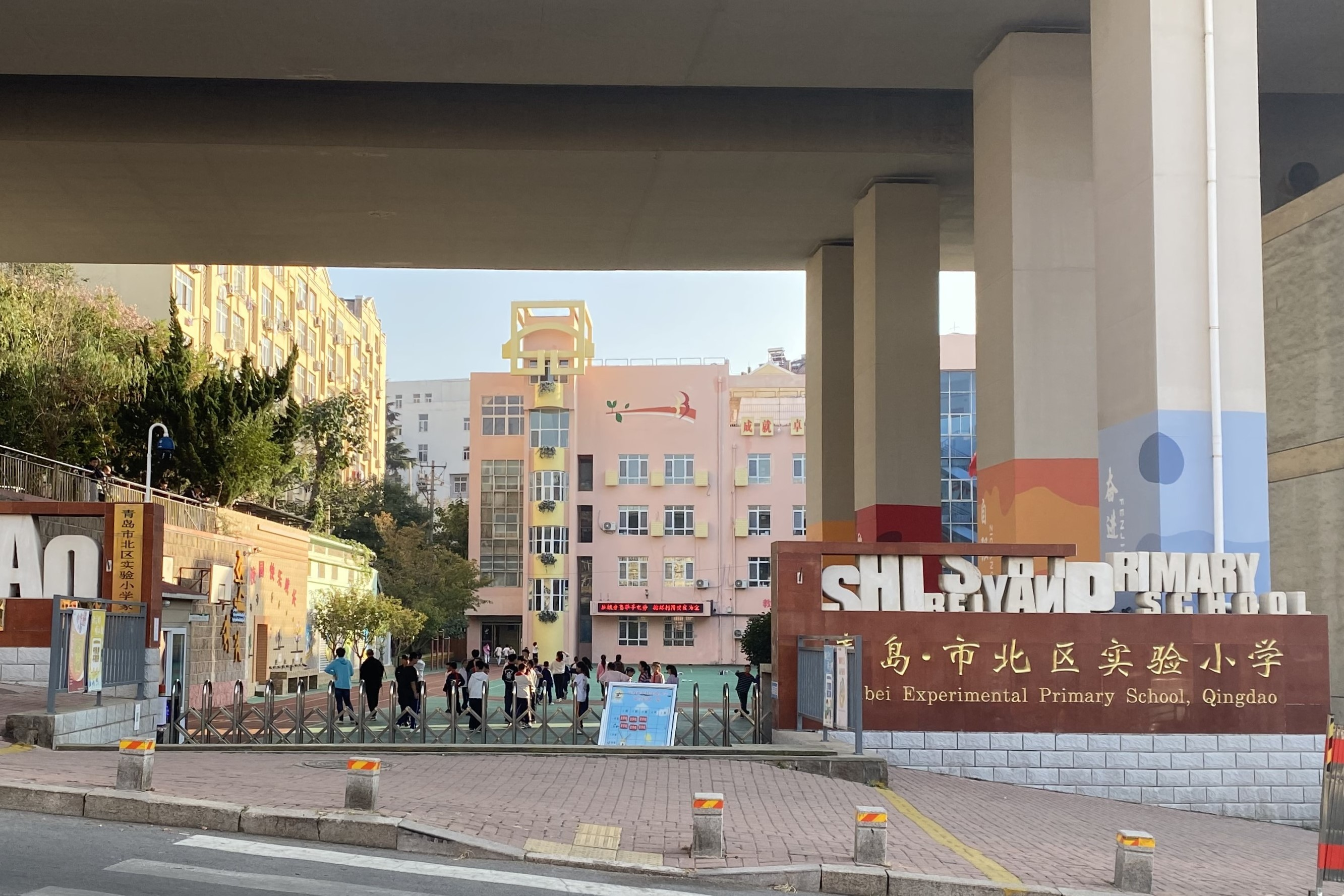
青岛市北区实验小学，2023年10月

青岛市北区实验小学，原称青岛丹东路小学，是坐落在中华人民共和国山东省青岛市市北区丹东路17号的一所实验小学，其历史可追溯到1932年6月建校的青岛黄台路小学，诗人王亚平、袁勃，音乐家劫夫等人都曾在该校任教。
36°04′26″N 120°19′58″E / 36.07389°N 120.33278°E

## 历史

### 黄台路小学时期

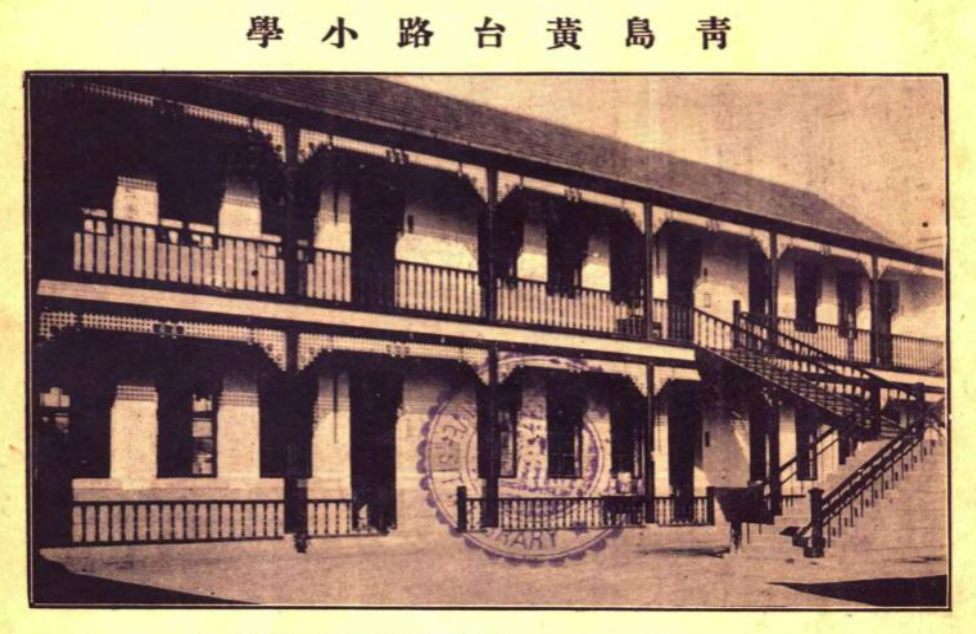
建于1932年的黄台路小学旧教学楼（已不存）

黄台路小学的原址是德占青岛时期建于1906年的军用物资仓库，中国政府1922年从日本手中收回青岛后成了港务局货场，1932年兴建教学楼和操场成立了黄台路小学。建校之初，该校有一至五年级12个班，学生601人，教职员22人，附设幼稚园1个班，幼儿57人。黄台路小学由于学校校门位于黄台路，地处黄台路5号（后改为无棣二路2号）而得名，后来虽将校门改到了大连路，但校名一直沿用。由于该校拥有很大的田径场、球场，体育运动成绩很好，全市小学生田径运动会、足球赛中夺得冠军。
1936年，该校有17个班，学生881人，附设幼稚园一个班。同年，由于该校中国学生与日本学生打架，第一任校长崔登贵被撤调。其后，该校教务主任、左翼诗人王亚平继任校长。王亚平自1934年开始在该校任教，同时在该校任教的左翼诗人还有袁勃，劫夫也曾被王亚平找来教音乐美术，劫夫后来成为了著名的音乐家。王亚平任校长时，黄台路小学的校长办公室成了中国诗歌会青岛分会的活动地点。
1937年，日本全面侵略中国，该校被迫停办，王亚平、袁勃等人离开。1938年3月，日本侵略者强令黄台路小学等5所市立小学复课，同时侵略统治机构兴亚院青岛出张所向该校派出两名顾问，设立日籍“教育指导官”，实际掌握学校实权，推行奴化教育，宣扬“中日亲善”。1940年，日伪教育局将私立承德小学并入该校。
1945年9月，国民党青岛市政府接管青岛各级各类学校。1946年，校长因入选市议员新派康清江任校长，行政上设有教务主任、训育主任、事务主任。并按高、中、低年级设级部主任3人。1947年，中国共产党地下党员马绪登曾出任黄台路小学训育主任。
1949年，中国人民解放军青岛市军管会接管青岛全市公办学校，该校被市文教局定为市北区中心小学，由中心小学校长兼任教育辅导员及中共党支部书记。1953年，该校被定为市重点小学。

### 丹东路小学
1959年，青岛市教育局在安东路与大连路交汇处原来的一露天仓库位置处兴建了新的小学校舍。1960年，黄台路小学迁校，并改名安东路小学，原大连路旧校址划归青岛第十三中学。1965年，随路名改为丹东路小学。1978年，该校被定为市北区重点小学。
1985年后，该校制定“校训”、“校规”、“校歌”。1986年开始，该校开设了计算机课（后改称信息技术课）。1987年，该校有学生17个班，757人，学前班4班，幼儿200人；教职工52人。1992年，据省教育厅部署，该校校园改造，新建了教学楼等。1994年，该校被市政府定为“青岛市规范化学校”。

### 市北区实验小学
1997年，丹东路小学更名为市北区实验小学，由原市北教育局教研室主任张伟任校长。2000年，学校被授予全国创造教育先进单位、山东省创造教育先进单位、山东省艺术示范学校、青岛市艺术示范学校、青岛市精神文明先进单位和青岛市德育先进单位等荣誉称号。2001年，该校被授予山东省电化教育先进单位的荣誉称号。